# Ministeri d'Educació, Afers Religiosos, Cultura i Esport de Grècia
El Ministeri d'Educació, Afers Religiosos, Cultura i Esport de Grècia (en grec: Υπουργείο Παιδείας και Θρησκευμάτων, Πολιτισμού και Αθλητισμού), anteriorment el Ministeri d'Educació, Aprenentatge Permanent i Assumptes Religiosos (en grec: Υπουργείο Παιδείας, Διά Βίου Μάθησης και Θρησκευμάτων)) és un departament governamental de Grècia. Un dels ministeris més antics, fundat el 1833, responsable de la gestió del país en el sistema educatiu i de la supervisió de les religions a Grècia.
Ja que l'elecció legislativa grega de juny 2012 i el posterior govern de coalició format per Andonis Samaràs, el Ministeri també ha assumit la cultura i l'esport, responsabilitats de l'antic Ministeri de Cultura i Turisme, amb el turisme és novament sota la responsabilitat d'un nou Ministeri de Turisme.
El titular del ministeri, des del 21 de juny 2012, és Konstandinos Arvanitópulos pertanyent al partit de Nova Democràcia.

## Llista dels Ministres d'Educació Nacional i Afers Religiosos
| Nom                                    | Entrada                | Sortida                | Partit                           |
| -------------------------------------- | ---------------------- | ---------------------- | -------------------------------- |
| Eleftherios Veryvakis                  | 21 d'octubre de 1981   | 5 de juliol de 1982    | Moviment Socialista Panhel·lènic |
| Apostolos Kaklamanis                   | 5 de juliol de 1982    | 25 d'abril de 1986     | Moviment Socialista Panhel·lènic |
| Antonis Tritsis                        | 25 d'abril de 1986     | 9 de maig de 1988      | Moviment Socialista Panhel·lènic |
| Apostolos Kaklamanis                   | 9 de maig de 1988      | 22 de juny de 1988     | Moviment Socialista Panhel·lènic |
| Georgios Andreas Papandreu (1r mandat) | 22 de juny de 1988     | 2 de juliol de 1989    | Moviment Socialista Panhel·lènic |
| Vasileios Kontogiannopoulos            | 2 de juliol de 1989    | 12 d'octubre de 1989   | Nova Democràcia                  |
| Konstandinos Despotopoulos             | 12 d'octubre de 1989   | 23 de novembre de 1989 | interí                           |
| Kostas Simitis                         | 23 de novembre de 1989 | 13 de febrer de 1990   | Moviment Socialista Panhel·lènic |
| Konstandinos Despotopoulos             | 13 de febrer de 1990   | 11 d'abril de 1990     | interí                           |
| Vasileios Kontogiannopoulos            | 11 d'abril de 1990     | 10 de gener de 1991    | Nova Democràcia                  |
| Georgios Souflias                      | 10 de gener de 1991    | 13 d'octubre de 1993   | Nova Democràcia                  |
| Dimitrios Fatouros                     | 13 d'octubre de 1993   | 8 de juliol de 1994    | Nova Democràcia                  |
| Georgios Andreas Papandreu (2n mandat) | 8 de juliol de 1994    | 25 de setembre de 1996 | Moviment Socialista Panhel·lènic |
| Gerasimos Arsenis                      | 25 de setembre de 1996 | 13 d'abril de 2000     | Moviment Socialista Panhel·lènic |
| Petros Efthymiou                       | 13 d'abril de 2000     | 10 de març de 2004     | Moviment Socialista Panhel·lènic |
| Marietta Giannakou                     | 10 de març de 2004     | 19 de setembre de 2007 | Nova Democràcia                  |
| Evripidis Stylianidis                  | 19 de setembre de 2007 | 8 de gener de 2009     | Nova Democràcia                  |
| Aris Spiliotopoulos                    | 8 de gener de 2009     | 7 d'octubre de 2009    | Nova Democràcia                  |

## Llista dels Ministres d'Educació, Aprenentatge Permanent i Afers Religiosos
| Nom                     | Entrada             | Sortida            | Partit                           | Notes                     |
| ----------------------- | ------------------- | ------------------ | -------------------------------- | ------------------------- |
| Anna Diamantopoulou     | 7 d'octubre de 2009 | 7 de març de 2012  | Moviment Socialista Panhel·lènic |                           |
| Georgios Babiniotis     | 7 de març de 2012   | 17 de maig de 2012 | Independent                      | Govern de Unitat Nacional |
| Angeliki-Efrosini Kiaou | 17 de maig de 2012  | 21 de juny de 2012 | Independent                      | Govern interí             |

## Llista dels Ministres d'Educació, Afers Religiosos, Cultura i Esports
| Nom                        | Entrada            | Sortida | Partit          | Notes              |
| -------------------------- | ------------------ | ------- | --------------- | ------------------ |
| Konstandinos Arvanitópulos | 21 de juny de 2012 | Titular | Nova Democràcia | Govern de coalició |